# Seygouade
La Seygouade est une rivière du Sud de la France. C'est un affluent direct de la Save et un sous-affluent de la Garonne.

## Géographie
De 16,7 km de longueur, la Seygouade prend sa source au canal de la Gimone, sur le plateau de Lannemezan, dans la Haute-Garonne commune de Cazaril-Tambourès sous le nom de Seygouade de devant, et se jette dans la Save en rive gauche, commune de Lespugue.
Au niveau de la commune de Montmaurin, la Seygouade a elle aussi creusé un petit canyon parallèle à celui de la Save.

## Départements et communes traversés
- Haute-Garonne : Cazaril-Tambourès, Balesta, Larroque, Montmaurin, Blajan, Lespugue.

## Principaux affluents
- La Seygouade de Derrière : 7,1 km
- Ruisseau du Ber : 2,1 km

## Hydrologie
En période d'étiage le débit de la Seygouade est soutenu par le canal de la Neste, pour l'irrigation et pour les besoins d'alimentation en eau potable et de salubrité.

## Histoire
Les grottes de Montmaurin dans les gorges de la Seygouade sont un haut lieu de la préhistoire. Elles ont livré entre autres la célèbre mandibule de Montmaurin, un fossile âgé de 190 000 à 240 000 ans.Elles ont aussi livré un lion de cavernes et divers ossements d'animaux. En 2020 c'est une canine d'adolescent daté de 70000 qi y fut découvert